# Poney du Logone
Poney du Logone là một giống ngựa hay còn gọi là ngựa lùn có ngio62n gốc từ khu vực sông Logone ở Chad và Cameroon, các quốc gia nằm ở phía Tây của khu vực Trung Phi. [2] Giống ngựa này đặc biệt có mối liên kết đến người Musey hoặc Moussey sinh sống tại khu vực này, và cũng có thể được gọi với các cái tên khác là Poney Musey hoặc Poney Mousseye.

## Lịch sử
Có rất nhiều mô tả về những con ngựa lùn của người Marba-Musey ở vùng đồng bằng ngập lụt ở giữa của sông Logone ở phía tây nam Chad và phía bắc Cameroon; trong số đó có những người của Dixon Denham năm 1826 và Gustav Nachtigal năm 1880.:233 Việc chăn nuôi ngựa trong khu vực vẫn không thay đổi cho đến những năm 1980; vào năm 1985, dân số ngựa ước tính khoảng 6000 đến 6500 con.:233
Vào năm 2007, quần thể Poney du Logone ở Chad đã được FAO liệt kê trong danh mục trạng thái bảo tồn là giống "không có nguy cơ".:17 Ở Cameroon, giống ngựa này được coi là một giống ngựa có vóc dáng của quá khứ và có nguy cơ bị tuyệt chủng.:49

## Đặc điểm
Đầu của Poney du Logone không nặng, như đôi khi được báo cáo, nhưng có tỷ lệ cân đối, với cấu hình hơi lồi và lỗ mũi rộng. Màu lông chính là màu hồng ngựa, tiếp theo là hồng - lang, hạt dẻ và hạt dẻ - lang.:234
Poney du Logone là một trong hai giống ngựa được báo cáo cho thấy khả năng chịu đựng hoặc kháng với bệnh trypanosomosis do tsetse hoặc "bệnh ngủ". Các giống ngựa khác được báo cáo là chống chịu hoặc kháng thuốc là Ngựa Bandiagara của Mali và Nigeria.:93